# Wojciech Kilar
Wojciech Kilar (Lwów, 1932. július 17. – Katowice, 2013. december 29.) César-díjas lengyel zeneszerző és filmzeneszerző volt. Filmzenéivel számos elismerést szerzett, de nagyszerű szimfonikus és kamaraműveket, egyházi zenét, kórusokat is komponált. Tagja volt a lengyel avantgárd zenei mozgalomnak.

## Élete
Wojciech Kilar 1932. július 17-én született Lwówban (akkor Lengyelország, 1945-től Ukrajna. Édesapja nőgyógyász, édesanyja színésznő volt. 1948-tól kezdődően életének nagyobb részét Katowicében töltötte. 1966 áprilisában feleségül vette a zongoraművész Barbara Pomianowskát, aki 2007. novemberi haláláig a hű társa maradt. Vele egyébként 22 évesen találkozott, Barbara akkor 18 éves volt.

### Neveltetése
Krakkóban kezdett zenét tanulni: zongorázni Maria Bilińska-Riegerowa, összhangzattanra Artur Malawski tanította. 1948-ban Katowicébe költöztek, ahol zenei középiskolába járt, Władysława Markiewiczówna osztályába. Ezt követően a Katowicei Zeneművészeti Egyetem (ma: Zeneakadémia) hallgatója lett, ahol Bolesław Woytowicznál tanult zongorát és zeneszerzést. 1955-ben a legjobb eredményekkel és kitüntetéssel diplomázott. Posztgraduális tanulmányait a Krakkói Zeneakadémián végezte 1955 és 1958 között. 1957-ben részt vett a darmstadti Nemzetközi Új Zenei Nyári Egyetemen. 1959-1960-ban francia ösztöndíjjal tanult zeneszerzést Nadia Boulanger-nál, Párizsban.

### Zenei pályája

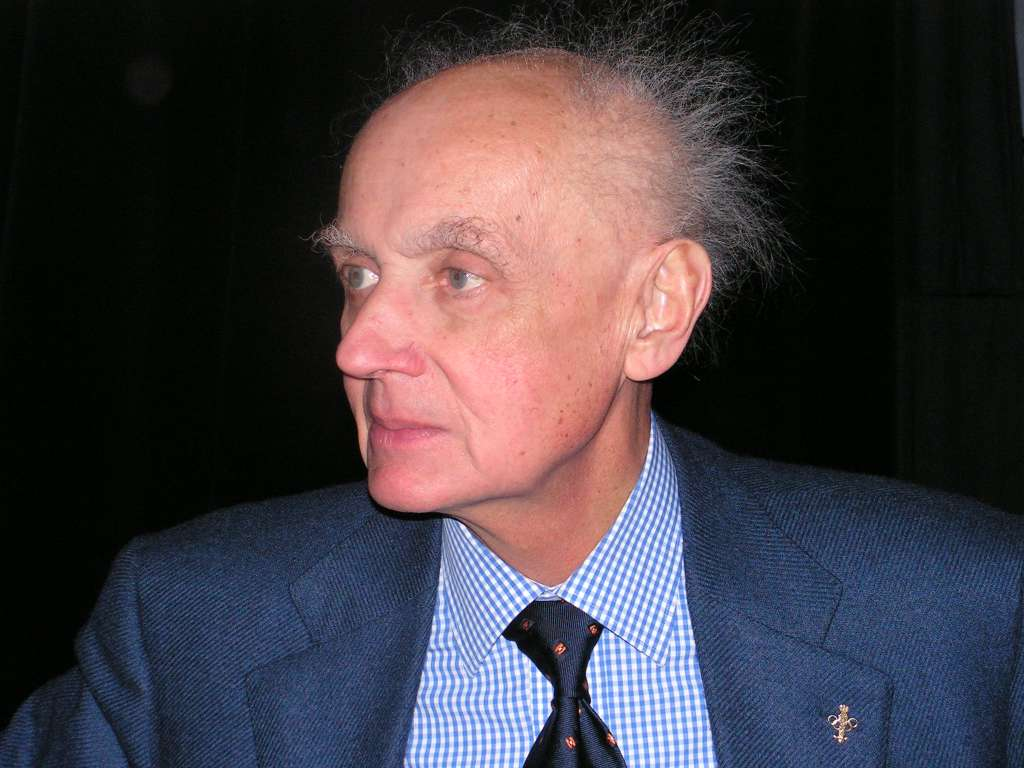
Wojciech Kilar, 2005. október 28.

Kilar, (Bolesław Szabelskivel, a Szabelski-tanítvány Henryk Góreckivel és Krzysztof Pendereckivel) az 1960-as évek lengyel avantgárd zenei mozgalmához tartozott. 1977-ben egyik alapítója volt a Zakopane központú Karol Szymanowski Társaságnak. Hosszú éveken keresztül volt a Lengyel Zeneszerzők Társaságának katowicei elnöke, 1979 és 1981 között pedig e szervezet országos alelnöke. Tagja volt a Varsói Ősz Nemzetközi Kortárs Zenei Fesztivál programtanácsának is. 1991-ben a lengyel filmrendező, Krzysztof Zanussi életrajzi filmet forgatott róla, Wojciech Kilar címmel.
Klasszikus zeneszerzőként már kritikai sikerekkel a háta mögött, 1959-ben írta első hazai filmhez készült filmzenéjét, és ettől kezdve a legjelesebb lengyel filmrendezőkkel dolgozott együtt, mint Krzysztof Kieślowski, Krzysztof Zanussi, Kazimierz Kutz és Andrzej Wajda. Több mint 100 filmben dolgozott a szülőföldjén, köztük olyan nemzetközileg is elismert munkákban, mint a Bilans Kwartalny (1975), a Spirala (1978), a Constans (1980), az Imperativ (1982), a Rok Spokojnego Słońca (1984) és a Życie za Życie (1991). Ezeken túl, Franciaországban és Európa más országaiban készült filmekben is alkotott. Az angol nyelvterületen a Dracula Francis Ford Coppola-féle adaptációjával mutatkozott be (1992), ezt követte a Roman Polański trilógia (Death and the Maiden, 1994; a The Ninth Gate, 1999; és a The Pianist, 2002), illetve Jane Campion filmje, The Portrait of a Lady, 1996, amelyekben az alkotói védjegyévé vált nagybőgők és csellók mélyen romantikus témái szólnak, minimalista akkordmenetekkel.
Filmzenéi mellett Kilar folyamatosan komponálta és publikálta tisztán klasszikus műveit is, köztük a kürtre írt szonátát, egy fúvósötöst, több kamarazenekari és kórusművet, a híres Baltic Canticles-t, az Exodus-t (amely a Schindler listája film trailerének zenéjeként vált híressé), egy zongoraversenyt (Peter Jablonskinak dedikálva) és fő művét, a Szeptemberi szimfóniát (2003).
Miután csaknem teljesen felhagyott a zenei avantgárd technikai eszközeivel, leegyszerűsített zenei nyelven kezdett komponálni, amelyben nagyméretű hang tömbök szolgálnak a kiemelt dallamok háttérfüggönyeként. Ez a megoldás olyan művekre jellemző, amelyek népi dallamhivatkozásokat tartalmaznak (különösen lengyel hegyvidéki, gorál népi dallamokra), illetve a hazafias és egyházi művekre.

### Betegsége és halála
2013 nyarán Kilar egészsége meggyengült, ájulásokkal és magas vérnyomással, de ezeket a tüneteket a szívproblémáinak tulajdonították. Szeptemberben azonban elesett az utcán, kórházba szállították, ahol agydaganatot diagnosztizáltak nála, bár a betegségéről csak halála után jelentek meg információk. Sikeres műtéten esett át, melynek során eltávolították a daganatot és nem jelentkeztek komolyabb mellékhatások. Kilar nagyon optimista volt, és folytatta komponálást. Az operáció után hathetes sugárkezelésnek vetették alá, amely fizikailag nagyon kimerítette a 81 éves zeneszerzőt.
2013 decemberének elején elhagyta a kórházat és visszatért katowicei otthonába. Mivel nem volt gyermeke, unokahúga ápolta. Rendszeresen meglátogatta őt a katolikus püspök, és a karácsonyi időszak alatt kétszer is részesült a Betegek szentségében. December 28-án állapota válságosra fordult és 2013. december 29-én, vasárnap reggel meghalt. Hamvasztását követően a gyászszertartást 2014. január 4-én tartották a katowicei Krisztus Király Katedrálisban. A szertartás után hamvait felesége hamvai mellett helyezték örök nyugalomra.

## Díjak, elismerések
Wojciech Kilar számos kitüntetést kapott művészi tevékenységéért és eredményeiért. 1960-ban, Bostonban átvehette a Lili Boulanger Alapítvány díját, 1967-ben és 1975-ben a lengyel Kulturális és Művészeti Miniszter díját, szintén 1975-ben a Lengyel Zeneszerzők Egyesületének díját. Szűkebb pátriája, Katowice tartomány díját háromszor is (1971, 1976, 1980), Katowice városának díját pedig 1975-ben és 1992-ben is megkapta. Megkapta a Lengyel Köztársasági Érdemrend I. fokozatát (1980), az Alfred Jurzykowski Alapítvány díját New Yorkban (1984), a lengyel Szolidaritás Szakszervezet Kulturális Bizottságának Művészeti Díját (1989), a Wojciech Korfanty-Díjat (1995), a katowicei érsek által adományozott „Lux ex Silezia” díjat (1995), illetve Alsó-Szászország szövetségi tartományától az ott élő sziléziaiak számára alapított kulturális díj különdíját (1996).
Filmzenéi szintén számos elismerést hoztak a számára. Az Andrzej Wajda által rendezett Az ígéret földje című filmért a legjobb filmzene díját kapta meg az 1975-ös gdański Lengyel Film Fesztiválon. 1980-ban Paul Grimault animációs filmjének (Le Roi et l'Oiseau / A király és a madár) zenéjét a Louis Delluc-díjjal ismerték el. 1981-ben pedig a II. János Pál életéről szóló Krzysztof Zanussi-film (Da un paese lontano: Papa Giovanni Paolo II / Egy messzi országból) zenéjével érdemelte ki a Cork International Film Festival díját.
Egyik legnagyobb sikerét Francis Ford Coppola Dracula című 1992-es filmjének zenéjével aratta, amellyel 1993-ban megkapta az ASCAP (American Society of Composers, Authors and Publishers) díját, és jelölték az Academy of Science Fiction, Fantasy & Horror Films által alapított Szaturnusz-díj-ra is, San Franciscóban. 2003-ban elnyerte a legjobb filmzenének járó César-díjat A zongorista (Le pianiste) című film zenéjéért (rendező: Roman Polański, és jelölést kapott a BAFTA-díjra is. A filmben „Moving to the Ghetto Oct. 31, 1940” című kompozíciója szerepel, 10 Chopin-mű, továbbá Beethoven és Bach darabok mellett.
A Lengyel Állami Film Bizottság 1991-ben életmű díjat adományozott neki. 1976-ban a Lengyelország Újjászületése érdemrend Lovagkeresztjével tüntették ki, 2008 novemberében pedig megkapta e kitüntetés Nagykeresztjét.

## Művei
Wojciech Kilar műveinek igen nagy többsége ismeretlen maradt a zeneértő közönség előtt, a jócskán több mint 100 lengyel és külföldi filmzene ellenére (a már említetteken túl például a Pan Tadeusz, a Zemsta és a We Own the Night is méltán ismertek).
Életének kései időszakában Kilar szimfonikus műveket, kamaraműveket és szóló hangszerre írt darabokat is komponált. 2001 januárjában volt a világpremierje Varsóban a Missa pro pace (Mise a békéért) című nagyszabású művének, teljes szimfonikus zenekarra, vegyes karra és négy szólóénekesre. A művet a Varsói Filharmonikusok centenáriumának tiszteletére írta. 2001 decemberében a művet ismét előadták a VI. Pál Audiencia Teremben, II. János Pál pápa jelenlétében.
Angelus című 1984-es kompozícióját felhasználták a City of Angels (Az angyalok városa) filmben; az Orawa című alkotását a Santa Clara Vanguard együttes „Pathways” című 2003-as produkciójában, illetve a Grants Pass High School (Oregon, USA) 2010-es „Traffic” című műsorában.
Életének legnagyobb részében Kilar alkotói termésében a filmzene dominált, hangversenydarabok kisebb, de állandó jelenlétével. 2000 után az „egyedülálló mesteri művek” komponálása felé fordult. A 2003-as 3. (Szeptember) szimfóniával kezdődően Kilar visszatért az az abszolút zenéhez. Ez a mű (négytételes, nagyszabású kompozíció, barátjának, Antoni Witnek ajánlva), volt az első szimfóniája az 1955-ös Vonós (és egy másik egyetemi időszaki) szimfónia óta, és a zeneszerző ezt tekintette első érett szimfóniájának (71 évesen írta!).
2003-tól Kilar folyamatosan dolgozott nagyszabású koncert darabokon. Ilyenek a Lament című a cappella vegyes karra írt műve (2003), a 4. szimfónia – Sinfonia de Motu (A mozgás szimfóniája, nagy zenekarra, kórusra és szólistákra, 2005), a Magnificat című requiem 2006-ból, az 5. (Advent) szimfónia 2007-ből, és egy másik nagy mise, a Te Deum, amelynek 2008 novemberében volt a premierje. Kilar azt mondta, hogy úgy hiszi, felfedezte a Bölcsek kövét, és hogy „semmi nincs szebb, mint az örökkön szóló magányos hang vagy harmónia, és ez a legmélyebb bölcsesség, nem pedig a trükkjeink a szonáta-allegrókkal, a fúgákkal és a harmonikusokkal.” Kilar műveit a legnagyobb zenekarok is előadták, köztük a Philadelphia Orchestra, a Cleveland Orchestra és a New York Philharmonic.

### Filmzenék (válogatás)
- Nikt nie woła (Senki sem hív, 1960)
- Tarpany (Vadlovak, 1962)
- Głos z tamtego świata (Hang a másvilágból, 1962)
- Milczenie (Hallgatás, 1963)
- Trzy kroki po ziemi (Három lépés a földön, 1965)
- Salto (Somersault) (Szaltó, 1965)
- Piekło i niebo (Pokol és mennyország, 1966)
- Bicz boży (Istencsapása, 1967)
- The Doll (A baba, 1968)
- Sol Ziemi Czarnej (A fekete föld sója, 1969)
- Rejs (Az utazás, 1970)
- Perla w Koronie (A korona gyöngyei, 1971)
- Bolesław Śmiały (Merész Boleszláv, 1972)
- Opętanie (Megszállottság, 1973)
- Zazdrość i Medycyna (Irigység és varázslat, 1973)
- Bilans Kwartalny (Negyedéves mérleg, 1974)
- Ziemia obiecana (Az ígéret földje, 1974)
- Smuga cienia (Az árnyéksáv, 1976)
- Trędowata (A leprás, 1976)
- Ptaki ptakom (Bords to birds, 1977)
- Barwy ochronne (Álcázás, 1977)
- Spirala (Spirál, 1978)
- Rodzina Połanieckich (A Połaniecki-család, tv-sorozat, 1978)
- Le Roi et l'Oiseau (A király és a madár, 1980)
- From a Far Country (Egy messzi országból, 1981)
- Przypadek (Vakszerencse, 1982)
- Paradigma (Paradigma, 1985)
- Kronika wypadków miłosnych (Szerelmi ügyek krónikája, 1986)
- Salsa (1988)
- Gdzieśkolwiek jest, jesliś jest (Bárhol is vagy, ha vagy, 1988)
- Stan posiadania (Tulajdoni állapot) (1989)
- Napoléon et l'Europe (Napóleon és Európa, TV mini-sorozat, 1991)
- Życie za życie (Élet az életért, film Maximilian Kolbéról, 1991)
- Drakula (Drakula, Bram Stoker regénye nyomán, 1992)
- Dotknięcie ręki (Csendes érintés, 1992)
- Death and the Maiden (A Halál és a Leányka, 1994)
- Cwał (Vágta, 1995)
- The Portrait of a Lady (Egy hölgy arcképe, 1996)
- Deceptive Charm (Álnok kedvesség, 1996)
- Brat naszego Boga (A mi Istenünk bátyja, 1997)
- The Truman Show (Truman Show, 1998) (részletek a Requiem Father Kolbe című műből)
- The Ninth Gate (A kilencedik kapu, 1999)
- Pan Tadeusz (1999)
- Life as a Fatal Sexually Transmitted Disease (Az élet, mint egy szexuális úton terjedő halálos betegség, 2000)
- Le Pianiste (A zongorista, 2002)
- Zemsta (A bosszú, 2002)
- We Own the Night (Az éjszaka urai, 2007)
- Il Sole Nero (A Fekete Nap, 2007)

### Zenekari művek
- Small Overture (Kis nyitány, 1955), az 1955. évi Ifjúsági Fesztiválra
- Symphony for Strings (Vonós szimfónia, Symphony No. 1, 1955)
- Ode Béla Bartók in memoriam, (Óda Bartók Béla emlékére, hegedűre, rézfúvósokra és ütőhangszerekre (1956)
- Riff 62[18] (1962), Nadia Boulanger-nak ajánlva[19]
- Generique (1963)
- Springfield Sonnet (Springfield[20] szonett, 1965)
- Krzesany,[21] zenekarra (1974)
- Kościelec 1909, zenekarra (1976)
- Orawa,[22] 15 vonós hangszerre (1988)
- Choralvorspiel (Korálelőjáték), vonós zenekarra, (1988)
- Requiem Father Kolbe, szimfonikus zenekarra (1994)
- Symphony No. 3 "September Symphony" zenekarra (2003)
- Uwertura uroczysta [Ünnepi nyitány] zenekarra (2010)

### Zenekari művek hangszeres / ének szólókkal, vagy kísérettel

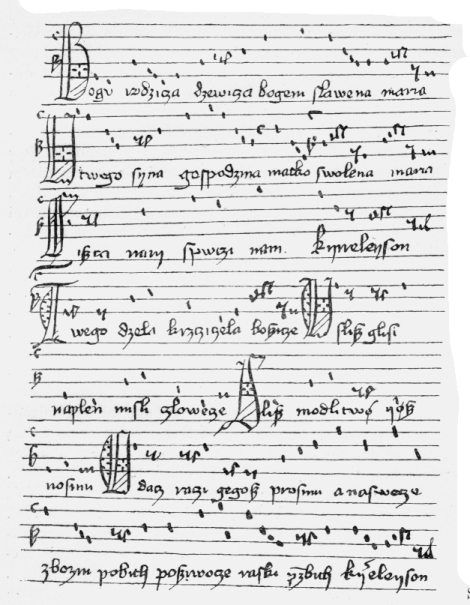
A Bogurodzica ősi himnusz kézirata, 1407

- Symphony Concertante, zongorára és zenekarra (2. szimfónia, 1956)
- Prelude and Christmas Carol, négy oboára és vonós zenekarra (1972)
- Bogurodzica, (Isten anyja,[23] vegyes karra és zenekarra (1975)
- Siwa mgła, baritonra és zenekarra (1979)
- Exodus, vegyes karra és zenekarra (1981)
- Victoria, vegyes karra és zenekarra (1983)
- Angelus, szimfonikus zenekarra, szoprán szólóra és vegyes karra (1984)
- Piano Concerto No. 1 (1. zongoraverseny, 1996)
- Missa Pro Pace, zenekarra, kórusra és szólistákra (2000)
- Symphony No. 4 „Sinfonia de Motu” (A mozgás szimfóniája), zenekarra, kórusra és szólistákra (2005)
- Magnificat, zenekarra, kórusra és szólistákra (2007)
- Symphony No. 5 „Advent Symphony”, zenekarra, kórusra és szólistákra (2007)
- Te Deum, zenekarra, kórusra és szólistákra (2008)
- Veni Creator, vegyes karra és vonósokra (2008)
- Piano Concerto No. 2 (2011)

### Kórusok
- Lament, a cappella vegyes karra (2003)
- Paschalis Hymn kórusra (2008)

### Kamaraművek
- Fuvola szonatina (1951)
- Fafúvós kvintett (1952)
- Kürt szonáta (1954)
- Training 68, klarinétra, harsonára és zongorára (1968)

### Zongoradarabok
- Számos szóló zongoradarab

## Idézetek
- Mindegyik diplomázó […] az Akadémián képes arra, hogy szimfóniát komponáljon, még az is lehet, hogy elő is adják. De egy olyan dallamot írni, amelyet előadók százai énekelnek és játszanak, az olyan valami, amire születni kell – ideális esetben Amerikában. Jó dolog számunkra (és nem neki, lássuk be), hogy Władysław Szpilman, a mi Cole Porterünk, Gershwinünk, Paul McCartneynk, Lengyelországban született…[24]
- A hegylakók zenéje a múzsák kimeríthetetlen forrása. A legnépszerűbb darabjaimat több mint 30 éve játsszák; és én ezt a hegyvidéki népzenének (gorál zene) tulajdonítom.
- Arra kényszerítettek, hogy zenét tanuljak (nevet). Apám orvos volt, anyám színésznő, így az otthonunkban igazi művészi atmoszféra uralkodott.,
- Elutasítottam az ajánlatot, hogy komponáljak zenét Brian De Palma Femme Fatale (A végzet asszonya) című filmjéhez, és nagyon sajnáltam, mert szerettem volna zenét írni ahhoz a filmhez.
- Szeretném, ha úgy emlékeznének rám, mint egy jó emberre, valakire, aki adott egy kis boldogságot, reményt és visszfényt az életnek és a világnak, és talán egy kis hitet is a vallásos darabokkal. Ha úgy halnék meg, hogy látok akár egyetlen embert, aki általam tért meg, elégedett lennék.[25]

## Politikai nézetei
A 2007-es országgyűlési választási kampányban Kilar több támogató nyilatkozatot tett a Törvény és Igazság Pártja mellett.

## Fordítás
Ez a szócikk részben vagy egészben  a   Wojciech Kilar című angol Wikipédia-szócikk ezen változatának fordításán alapul.  Az eredeti cikk szerkesztőit annak laptörténete sorolja fel. Ez a jelzés csupán a megfogalmazás eredetét és a szerzői jogokat jelzi, nem szolgál a cikkben szereplő információk forrásmegjelöléseként.